# 史梧
史梧（1492年—？），字文材，福建興化府莆田縣人，軍籍，明朝政治人物。

## 生平
正德十一年（1516年）丙子科福建鄉試第二十二名舉人。正德十六年（1521年）中式辛巳科第二甲第八名進士。授南京贵州道監察御史，嘉靖五年（1526年）四月升浙江按察司佥事。

## 家族
曾祖史萬通；祖父史欽，曾任國子監助教；父史濱祥，母鄭氏。具庆下。